# Barış Özbek
Barış Özbek (Castrop-Rauxel, 14 september 1986) is een Turkse-Duitse oud-voetballer die doorgaans op het middenveld speelde. Hij speelde bij diverse Duitse en Turkse voetbalclubs.
Özbek begon zijn carrière in 2003-2004 bij het jeugdteam van Tus Hordel. Vervolgens is hij in 2005 getransfeerd naar derdeklasser Rot-Weiss Essen. Hier begon hij ook zijn profloopbaan. Hij speelde in 38 wedstrijden en scoorde 9 keer. Na 2 speeljaren bij deze club transfeerde hij naar de Turkse voetbalclub Galatasaray samen met Serkan Çalık. Hij speelde in 91 wedstrijden en scoorde 7 doelpunten.
Ook verzamelde Özbek 18 caps voor het Duits voetbalelftal onder 21 waarin hij 3 keer scoorde.

## Statistieken
| Seizoen | Club               | Competitie    | Competitie  | Competitie | Beker       | Beker      | Internationaal | Internationaal | Totaal      | Totaal     |
| Seizoen | Club               | Competitie    | Wedstrijden | Doelpunten | Wedstrijden | Doelpunten | Wedstrijden    | Doelpunten     | Wedstrijden | Doelpunten |
| ------- | ------------------ | ------------- | ----------- | ---------- | ----------- | ---------- | -------------- | -------------- | ----------- | ---------- |
| 2005/06 | Rot-Weiss Essen    | 2. Bundesliga | 13          | 0          | 0           | 0          |                |                | 13          | 0          |
| 2006/07 | Rot-Weiss Essen    | 2. Bundesliga | 25          | 1          | 1           | 0          |                |                | 26          | 1          |
| 2007/08 | Galatasaray        | Süper Lig     | 30          | 2          | 8           | 1          | 8              | 0              | 46          | 3          |
| 2008/09 | Galatasaray        | Süper Lig     | 25          | 3          | 4           | 0          | 7              | 0              | 36          | 3          |
| 2009/10 | Galatasaray        | Süper Lig     | 19          | 1          | 6           | 2          | 10             | 2              | 34          | 5          |
| 2010/11 | Galatasaray        | Süper Lig     | 17          | 1          | 2           | 0          | 3              | 0              | 22          | 1          |
| 2011/12 | Trabzonspor        | Süper Lig     | 2           | 0          | 0           | 0          | 0              | 0              | 2           | 0          |
| 2012/13 | Trabzonspor        | Süper Lig     | 7           | 0          | 0           | 0          | 0              | 0              | 7           | 0          |
| 2012/13 | 1. FC Union Berlin | 2. Bundesliga | 13          | 2          | 0           | 0          | 0              | 0              | 13          | 2          |
| 2013/14 | 1. FC Union Berlin | 2. Bundesliga | 20          | 0          | 3           | 0          | 0              | 0              | 23          | 0          |
| 2014/15 | 1. FC Union Berlin | 2. Bundesliga | 7           | 0          | 1           | 0          | 0              | 0              | 8           | 0          |
| 2014/15 | Kayserispor        | 1. Lig        | 7           | 0          | 1           | 0          | 0              | 0              | 8           | 0          |
| 2015/16 | Kayserispor        | Süper Lig     | 4           | 0          | 2           | 1          | 0              | 0              | 6           | 1          |
| 2015/16 | MSV Duisburg       | 2. Bundesliga | 9           | 0          | 0           | 0          | 0              | 0              | 9           | 0          |
| 2016/17 | MSV Duisburg       | 3. Liga       | 13          | 0          | 1           | 0          | 0              | 0              | 14          | 0          |
| 2018/19 | Fatih Karagümrük   | 2. Lig        | 16          | 1          | 0           | 0          | 0              | 0              | 16          | 1          |
| 2019/20 | Fatih Karagümrük   | 1. Lig        | 13          | 0          | 3           | 1          | 0              | 0              | 16          | 1          |
| 2021/22 | TuS Bövinghausen   | Westfalenliga | 10          | 0          | 3           | 1          | 0              | 0              | 13          | 1          |
| Totaal  | Totaal             | Totaal        | 250         | 11         | 35          | 6          | 28             | 2              | 312         | 19         |